# زنبق پریر
زنبق پریر (نام علمی: Iris perrieri) نام یک گونه از سرده زنبق است.